# Ewald Roth
Ewald Roth (* 5. Februar 1960 in Schwanenstadt) war österreichischer Karate-Bundestrainer, sowie oberösterreichischer Karate-Landestrainer.

## Biografie
Ewald Roth begann im Jahr 1971 in Schwanenstadt mit dem Karatetraining. Mit 18 Jahren errang er 1978 die Silbermedaille bei den Österreichischen Meisterschaften der Junioren in Vorarlberg. Später wurde er insgesamt 12 Mal Österreichischer Staatsmeister. Nach dem Aufbau zahlreicher Vereine in Oberösterreich übernahm er 1984 auch im Verein Schwanenstadt die leitende Funktion und holte dank seiner internationalen Kontakte renommierte Trainer nach Schwanenstadt.
Er zog sich Ende 2000 aus dem aktiven Wettkampfgeschehen zurück. Zuvor hatte er noch mit seinen Teamkollegen Stefan Mayr und Konstantin Jordanidis 1999 in Moskau den Weltmeistertitel und im selben Jahr in Cadiz den Europameistertitel errungen, den er im Jahr 2000 in Luzern erfolgreich verteidigte.
Bereits während seiner Karriere als Wettkämpfer und insbesondere nach seinem Karriereende führte er als Vereins-, Landes- und Bundestrainer zahlreiche österreichische Sportler zu großen internationalen Erfolgen. Überdies sorgte er als Trainer im BORG Linz für hochqualifizierten Nachwuchs im österreichischen Karatesport. Zu den von ihm betreuten Sportlern zählen unter anderem Simon Klausberger, Roland Breiteneder, Ursula Inzinger, Yasemin Güngör, Doris Gwinner, Georg Wegscheider, Stefan Mayr und Thomas Kaserer. Mit der Eröffnung des Budokan Wels, einem österreichweit einzigartigen Zentrum für fernöstliche Kampfkünste, gelang es ihm im Mai 2006 einen weiteren Meilenstein in der Geschichte des österreichischen Karatesports zu setzen. Als Initiator des Welser Budokans trainiert er in seinem Heimatort hoffnungsvolle Nachwuchstalente, wie z. B. Thomas Kaserer.

## Erfolge
- 7. Platz bei der Europameisterschaft aller Stilrichtungen 1993 (EKU) in Prag
- 10. Platz bei der Weltmeisterschaft aller Stilrichtungen 1994 (WKF) in Malaysia
- 1. Platz und damit Goldmedaille im Kata-Teamwettbewerb bei der Shotokan-Weltmeisterschaft (WSKA) 1999 in Moskau